# Powierzchnia zwilżona kadłuba
Powierzchnia zwilżona kadłuba – powierzchnia kadłuba jednostki pływającej, pozostająca w normalnych warunkach zanurzona w wodzie. W jednostkach nawodnych powierzchnia zwilżona znajduje się w przybliżeniu wokół obwodu kadłuba poniżej wodnicy. Do określenia powierzchni zwilżonej jednostek nawodnych, przyjmuje się zwykle powierzchnie jednostki w stanie niezaładowanym. W przypadku jednostek zanurzalnych lub półzanurzalnych, powierzchnią zwilżoną jest cała powierzchnia jednostki pozostająca zanurzoną podczas rejsu podwodnego.
Istnieje kilka metod obliczania powierzchni zwilżonej kadłuba, gdzie T oznacza zanurzenie, Δ zaś objętość podwodzia, C natomiast jest stałą zależną od współczynnika szerokości do zanurzenia oraz przekroju sekcji środkowej.
Według Denny'ego: {\displaystyle S=L(C_{B}B+1,7T)}
Według Taylora: {\displaystyle S=C(\Delta L)^{0,5}}
Od wielkości powierzchni zwilżonej uzależniony jest m.in. opór kadłuba, stanowiący istotny czynnik ograniczający sprawność układów napędowych jednostek pływających. Wielkość powierzchni zwilżonej wpływa na wielkość warstwy granicznej